# 船越健裕
船越 健裕（ふなこし たけひろ、1965年〈昭和40年〉7月14日 - ）は、日本の外交官。

## 来歴
兵庫県出身。1984年（昭和59年）3月、金蘭千里高等学校卒業。1988年（昭和63年）3月、京都大学法学部を卒業し、同年4月、外務省に入省。入省後、北米局日米安全保障条約課長、在大韓民国日本国大使館参事官、内閣官房内閣参事官（内閣官房副長官補付）、同国家安全保障会議設置準備室参事官、内閣官房内閣参事官（国家安全保障局）、外務省大臣官房総務課長、同参事官、同審議官、内閣官房内閣審議官（国家安全保障局）、内閣総理大臣秘書官などを歴任。
2020年（令和2年）12月2日、アジア大洋州局長に就任。在任中、日韓関係や日中関係に関する協議にあたり、日韓関係においては、2023年（令和5年）4月に韓国外交部の徐旻廷（ソ・ミンジョン）アジア太平洋局長や金健（キム・ゴン）朝鮮半島平和交渉本部長、アメリカ合衆国国務省のソン・キム北朝鮮担当特別代表と会談し、軍事情報包括保護協定の正常化、日本による半導体素材の対韓輸出規制強化の解除を確認し、北朝鮮による核問題及びミサイル問題について協議した。日中関係においては、2023年（令和5年）5月と7月に中国外交部の劉勁松（りゅう・けいしょう）アジア局長と会談し、台湾海峡危機、東・南シナ海問題、福島第一原子力発電所のALPS処理水の海洋放出などについて協議した。
2023年（令和5年）8月10日、外務審議官（政務）に就任。
2025年（令和7年）1月17日、外務事務次官に就任。

## 年譜
- 1984年（昭和62年）3月 - 金蘭千里高等学校卒業[2]
- 1987年（昭和62年）- 外務公務員採用I種試験合格[1]
- 1988年（昭和63年）
  - 3月 - 京都大学法学部卒業[1]
  - 4月 - 外務省入省[1]
- 2006年（平成18年）8月 - 外務省総合外交政策局総務課外交政策調整官[1]
- 2008年（平成20年）
  - 1月 - 外務省総合外交政策局総務課主任外交政策調整官[1]
  - 8月 - 外務省北米局日米安全保障条約課日米地位協定室長[1]
- 2009年（平成21年）7月 - 外務省北米局日米安全保障条約課長[1]
- 2011年（平成23年）11月 - 在大韓民国日本国大使館参事官[1]
- 2013年（平成25年）
  - 10月 - 外務省大臣官房兼内閣官房内閣参事官（内閣官房副長官補付）（2014年1月まで）[1]
  - 10月 - 内閣官房国家安全保障会議設置準備室参事官[1]
- 2014年（平成26年）1月 - 内閣官房内閣参事官（国家安全保障局）[1]
- 2016年（平成28年）
  - 4月 - 外務省大臣官房兼内閣官房内閣参事官（国家安全保障局）[1]
  - 6月 - 外務省大臣官房総務課長[1]
- 2017年（平成29年）9月 - 外務省大臣官房参事官兼北米局[1]
- 2019年（令和元年）
  - 7月 - 外務省大臣官房審議官兼北米局[1]
  - 9月 - 内閣官房内閣審議官（国家安全保障局）[1]
- 2020年（令和2年）
  - 7月 - 内閣総理大臣秘書官[1]
  - 9月 - 外務省大臣官房[1]
  - 10月 - 外務省大臣官房審議官兼総合外交政策局[1]
  - 11月 - 外務省大臣官房審議官兼総合外交政策局（大使）[1]
  - 12月 - 外務省アジア大洋州局長[1][6]
- 2023年（令和5年）8月 - 外務審議官（政務）[1][5]
- 2025年（令和7年）1月 - 外務事務次官[1][3]

## 同期
- 青木豊（23年アルメニア大使）
- 赤松武（22年国際民間航空機関代表部大使）
- 岩﨑一郎（09年一橋大学経済研究所教授）
- 一方井克哉（22年ニジェール兼轄、 21年コートジボワール大使（トーゴ兼轄））
- 内川昭彦（23年モントリオール総領事）
- 宇山秀樹（22年デンマーク大使・20年欧州局長）
- 岡田健一（21年香港総領事）
- 小野啓一（24年インド兼ブータン大使、22年外務審議官（経済担当）・22年外務省経済局長・20年地球規模課題審議官）
- 小野日子（24年ハンガリー大使・22年外務報道官・21年外務省経済局長・内閣広報官）
- 海部篤（23年ウィーン代表部大使・21年軍縮不拡散・科学部長・20年儀典長）
- 小泉勉（24年ラオス大使、22年中華人民共和国大使館特命全権公使、20年外務省研修所長）
- 小林賢一（24年・特命全権大使（国際貿易・経済担当）・21年ラオス大使）
- 佐々山拓也（24年ウガンダ大使・20年トロント総領事）
- 鈴木光太郎（22年ボストン総領事・20年イラク大使）
- 髙杉優弘（21年コロンビア大使）
- 達増拓也（07年岩手県知事）
- 堤尚広（24年特命全権大使（人権担当兼国際平和貢献担当）・20年南スーダン大使）
- 林禎二（21年ブラジル大使・20年中南米局長）
- 平野隆一（21年在ロシア大使館 公使・20年内閣官房国際テロ情報集約室次長・16年ユジノサハリンスク総領事）
- 松本太（22年イラク大使・19年ニューヨーク領事）
- 柳淳（23年シカゴ総領事・21年内閣審議官兼内閣情報調査室次長兼国際テロ情報集約室次長、18年在オーストリア大使館 公使）